# شهنواز تني
الفريق شهنواز تني (الروسية: Шахнаваз Танай، 1950 –مارس 2022 ) كان ضابطًا عسكريًا وسياسيًا أفغانيًا شغل منصب رئيس أركان الجيش الأفغاني خلال الحرب السوفيتية الأفغانية حتى هروبه إلى باكستان المجاورة بعد انقلاب فاشل عام 1990.
بالإضافة إلى قيادة الجيش الأفغاني خلال الحرب السوفيتية الأفغانية، شملت مهام قيادته قيادة المدفعية وكذلك كمدير للاستخبارات العسكرية وكذلك العمل كوزير للدفاع تحت إدارة الرئيس محمد نجيب الله. كان عضواً صارماً في فصيل خلق في الحزب الديمقراطي الشعبي الأفغاني (PDPA)، ورئيساً للكثير على الأقل من الفصيل الخلقي منذ نفي زعيمه السابق سيد محمد جلابزوي كسفير إلى الاتحاد السوفيتي كجزء من التحضيرات السياسية للانسحاب السوفيتي من أفغانستان في سبتمبر 1988. كان تني عمودًا للنظام الشيوعي، ثم حاول الانقلاب ضد صديقه السابق والرئيس نجيب الله، قبل أن يبحث عن اللجوء في باكستان المعادية والعمل مع المتطرفين مثل قلب الدين حكمتيار.عاد في عام 2005 و أنشأ حزبًا سياسيًا.
وصف بأنه "قومي متطرف"، على الرغم من أنه مؤيد للاتحاد السوفيتي بشدة، إلا أنه لا يزال يحافظ على اتصالات سرية مع بعض أعضاء المجاهدين.